# Jennifer White
Carly Anne Friedman (Agoura Hills, Kalifornija, SAD, 7. veljače 1988.), bolje poznata po svom umjetničkom imenu Jennifer White, američka je pornografska filmska glumica i model. Glumačku karijeru započela je još 2009. godine kad je imala 21. godinu.

## Nagrade i nominacije
AEBN VOD Award
| Godina | Nominirano djelo | Nagrada                            | Rezultat  |
| ------ | ---------------- | ---------------------------------- | --------- |
| 2011.  | Jennifer White   | Najbolja novakinja (Best Newcomer) | dobitnica |

AVN Award
| Godina | Nominirano djelo   | Nagrada                                          | Rezultat   |
| ------ | ------------------ | ------------------------------------------------ | ---------- |
| 2011.  | Jennifer White     | Najbolja nova starleta (Best New Starlet)        | nominacija |
| 2012.  | Sloppy Head 3      | Najbolja oralna seks scena (Best Oral Sex Scene) | nominacija |
| 2012.  | Jerkoff Material 6 | Najbolja POV seks scena (Best POV Sex Scene)     | nominacija |

Urban X Awards
| Godina | Nominirano djelo | Nagrada                                                     | Rezultat   |
| ------ | ---------------- | ----------------------------------------------------------- | ---------- |
| 2011.  | The Session      | Najbolja seks scena s djevojkama (Best Girl/Girl Sex Scene) | nominacija |

## Vanjske poveznice
- Jennifer White na Twitteru
- Jennifer White na Internet Movie Databaseu
- Jennifer White na Internet Adult Film Databaseu